# 藤原公国
藤原 公国 （ふじわら の きんくに）は、鎌倉時代中期の公卿。藤原北家閑院流。大納言・藤原実家の長男。官位は正二位・中納言。

## 経歴
高倉朝の安元元年（1175年）叙爵。左近衛権少将、左近衛権中将、蔵人頭などを歴任し、正治元年（1199年）参議に任ぜられ、公卿に列する。2年後の正治3年（1201年）従三位、建仁3年（1203年）正三位に昇進し、元久元年（1204年）権中納言。その後も元久3年（1206年）従二位、承元2年（1208年）正二位と昇進を続け、承元3年（1209年）中納言。しかし翌年承元4年（1210年）中納言を辞する。建保6年（1218年） 9月5日に出家、同年9月10日に薨去。享年56。

## 官歴
『公卿補任』による
- 安元元年（1175年） 11月8日：叙爵（従五位下）
- 安元2年（1176年） 正月30日：侍従
- 治承2年（1178年） 正月5日：従五位上
- 寿永元年（1182年） 11月23日：正五位下
- 寿永2年（1183年） 8月25日：左近衛権少将
- 寿永3年（1184年） 3月27日：兼伊予権介
- 元暦2年（1185年） 正月6日：従四位下、少将如元
- 文治4年（1188年） 3月22日：従四位上
- 文治5年（1189年） 正月18日 ：兼備中介。11月15日：転左近衛権中将
- 建久2年（1191年） 正月7日：正四位下。2月1日：兼近江権介
- 建久8年（1197年） 正月30日：兼備中権介
- 建久9年（1198年） 11月14日：補蔵人頭
- 正治元年（1199年） 12月9日：参議。12月29日：左近衛権中将
- 正治2年（1200年） 正月22日：兼讃岐権守
- 正治3年（1201年） 正月6日：従三位
- 建仁3年（1203年） 正月5日：正三位
- 元久元年（1204年） 4月12日：権中納言
- 元久3年（1206年） 正月17日：従二位
- 承元2年（1208年） 正月5日：正二位
- 承元3年（1209年） 4月10日：中納言
- 承元4年（1210年） 12月17日：辞中納言
- 建保6年（1218年） 9月5日：出家。 9月10日：薨去、享年56

## 系譜
- 父：藤原実家[1]
- 母：藤原憲方の娘[1]
- 妻：藤原実宗の娘[2]
- 妻：大江広元の娘[1]
  - 次男：藤原実光[1]
- 生母不明の子女
  - 長男：藤原実重[2]
  - 男子：藤原実遠[2]
  - 男子：藤原実広[2]
  - 男子：藤原実仲[2]
  - 男子：藤原実治[2]
  - 男子：藤原実深[2]